# Греков, Митрофан Ильич
Митрофан Ильич Греков (1842 — 26 марта 1915) — генерал от кавалерии, участник войн русско-турецкой 1877—1878 гг. и русско-японской 1904—1905 гг.

## Биография
Митрофан Греков родился в 1842 году. Окончил курс школы гвардейских подпрапорщиков и кавалерийских юнкеров и в 1862 году был произведён в корнеты лейб-гвардии Казачьего полка, с которым и участвовал в усмирении польского мятежа 1863 года.
В 1870 году вышел в отставку, в 1877 году вернулся на службу, был произведён в полковники и назначен командиром 30-го Донского казачьего полка, с которым и принял участие в русско-турецкой войне 1877—1878 гг.

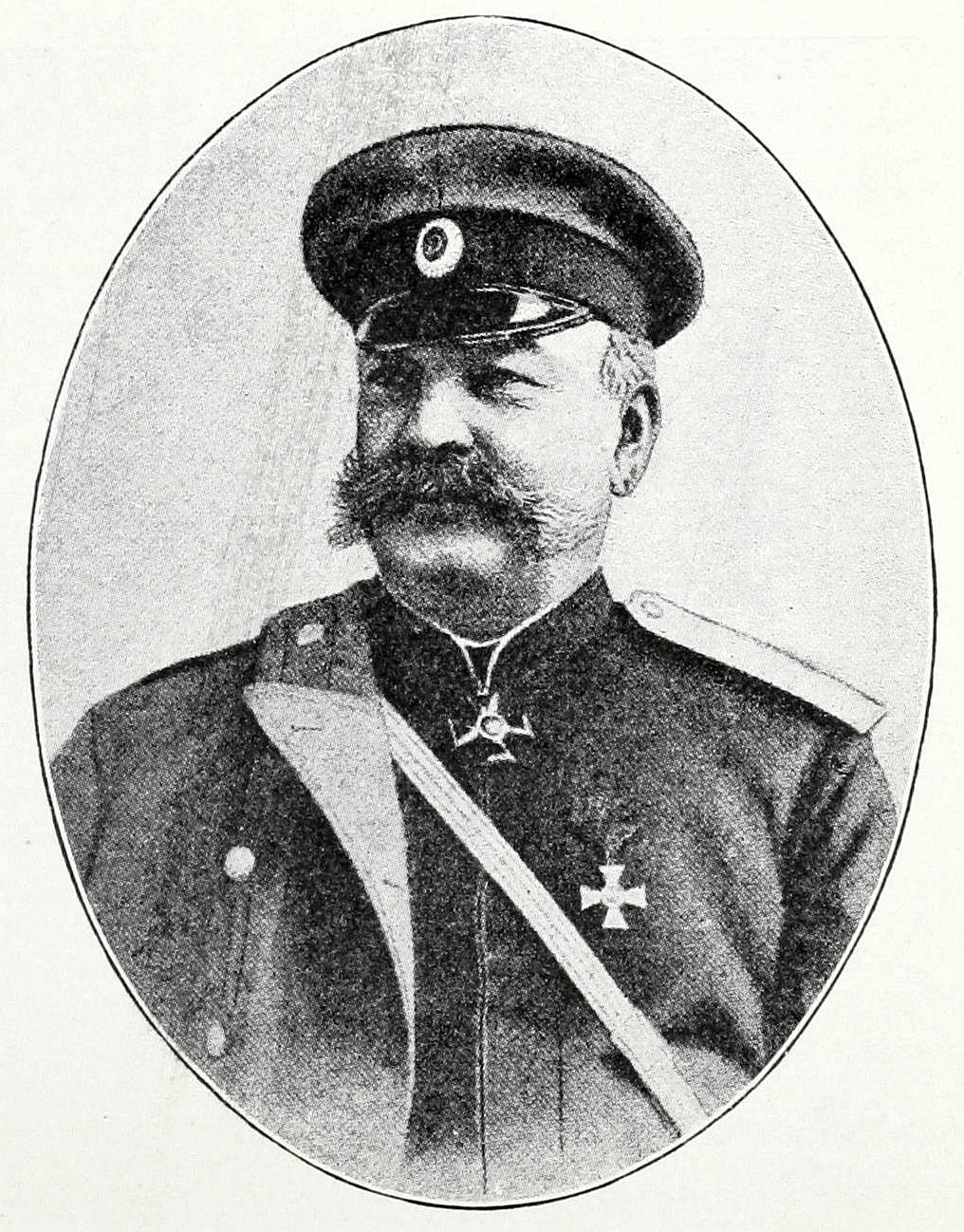
Рисунок из статьи «Греков»
(«Военная энциклопедия Сытина»)

Греков отличился при взятии Шипкинского перевала 5 июля, Ловчи 22 августа, в атаке Зелёных гор 24-30 августа, при взятии Орлиного Гнезда на Трояновом перевале 23 и 26 декабря 1877 года, в сражении при Филиппополе 5 января 1878 года, в бою при Караджиларе 7 января, где взял у турок более 50 орудий, в Родопских горах и занятии Гюмюрджины и за отличия получил золотое оружие с надписью «За храбрость». 13 апреля 1878 г. Греков был удостоен ордена Святого Георгия 4-й степени
В воздаяние за отличие, оказанное 26 Декабря 1877 года, при переходе чрез Балканы по Троянскому перевалу, при чем овладел штурмом турецкими укреплениями и взял в плен 40 человек.
В 1886 году Греков получил в командование лейб-гвардии Атаманский полк, в 1888 г. был произведён в генерал-майоры, в 1893 году назначен командиром 2-й бригады 1-й гвардейской кавалерийской дивизии и в том же году начальником 1-й Донской казачьей дивизии, которой командовал до 1898 года, когда был зачислен по Войску Донскому.
В 1900 году, желая принять участие в военных действиях в Китае против боксёров, Митрофан Ильич Греков был назначен командиром 1-й бригады Сибирской казачьей дивизии, находившейся на театре военных действий в Китае, но принять участие в таковых не успел и 18 февраля снова был зачислен по войску Донскому.
С началом русско-японской войны Греков 7 февраля 1904 года был назначен командиром 2-й бригады Забайкальской казачьей дивизии, которой и командовал до 11 июня 1905 года, приняв с ней участие в ряде военных действий. За отличие был 22 февраля 1905 года награждён орденом Святого Владимира 2-й степени с мечами.
Произведённый по окончании войны в генерал-лейтенанты, Греков был зачислен по Войску Донскому. В 1913 году, в столетний юбилей атаки Лейб-Казаков под Лейпцигом, произведён в чин генерала от кавалерии.
Грековым были написаны и изданы следующие литературные сочинения:
- Атака лейб-казаков в сражении под г. Лейпцигом 1813 г. 4 октября. — СПб., 1913.
- В долинах и на высях Болгарии. С приложением записки генерал-майора М. Д. Скобелева есаулу 30-го казачьего полка А. Грузинову. Воспоминания бывшего командира 30-го Донского казачьего полка М. Грекова. — СПб., 1900.
- На Дальний Восток. Походные письма генерал-майора М. И. Грекова. — СПб., 1901.
- По сопкам и долинам Манчжурии.

Митрофан Ильич Греков умер в 1915 году в Петрограде и был похоронен на Никольском кладбище Александро-Невской лавры.
Его младший сын, Александр Митрофанович, был генерал-майором, во время Первой мировой войны командовал Лейб-гвардии Казачьим полком, впоследствии — эмигрант во Франции. Другой сын — атаманец полковник Константин Митрофанович — был градоначальником Ростова-на-Дону при Атамане Краснове (1918—1919 гг.).

## Воинские звания
- Корнет (13.01.1862)[2]
- Поручик (04.04.1865)
- Штабс-ротмистр (16.04.1867)
- Подполковник (30.08.1868)
- Полковник (25.11.1877)
- Генерал-майор (24.04.1888)
- Генерал-лейтенант (25.11.1904)
- Генерал от кавалерии (04.10.1913)

## Награды
российские:
- Орден Святой Анны 4 ст. (1863)
- Орден Святого Станислава 3 ст. с мечами и бантом (1863)
- Орден Святого Владимира 4 ст. с мечами и бантом (1877)
- Золотая сабля «За храбрость» (1878)
- Орден Святого Георгия 4 ст. (1878)
- Орден Святого Станислава 2 ст. с мечами (1879)
- Орден Святой Анны 2 ст. (1883)
- Орден Святого Владимира 3 ст. (1887)
- Орден Святого Станислава 1 ст. (1890)
- Орден Святой Анны 1 ст. (1894)
- Орден Святого Владимира 2 ст. с мечами (1905)
- Орден Белого Орла с мечами (1905)

иностранные:
- Черногорская золотая медаль Милоша Обреновича «За храбрость» (1883)
- Черногорский Орден Данило I 2 ст. (1889)
- Прусский Орден Красного Орла 2 ст. (1890)